# جیمز فرانسیس استفنز

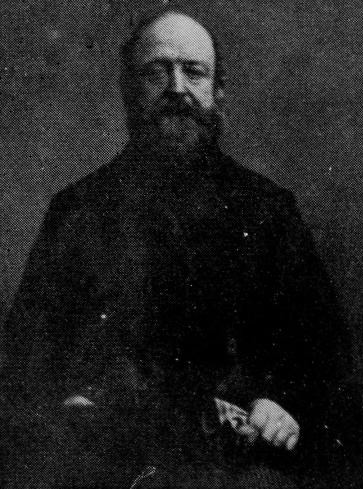
تصویر جیمز فرانسیس استفنز که به روش داگرئوتایپ بازتولید شده‌است.

جیمز فرانسیس استفنز (به انگلیسی: James Francis Stephens)،(زاده ۱۶ سپتامبر ۱۷۹۲ – درگذشته۲۲ دسامبر ۱۸۵۲) حشره‌شناس و طبیعی‌دان انگلیسی بود. او به خاطر دوازده جلد کتاب تصاویری از حشره‌های انگلستان (۱۸۴۶) و کتاب راهنمای سوسک‌های بریتانیایی (۱۸۳۹) شناخته شده‌است.

## زندگی اولیه
استفنز در شورهام-بای-سی بدنیا آمد و در مدرسه کریستس هاسپیتال درس خواند. پدرش ویلیام جیمز استفنز که در سال ۱۷۹۹ درگذشت کاپیتان نیروی دریایی بود و مادرش مری پک بود (که بعدهاخانم دالینجر شد). به مدرسهٔ بلو کت، هرتفورد و سپس کریستس هاسپیتال لندن رفت. بعدها در سال ۱۸۰۰ برای مطالعه تحت نظر شوت بارینگتن (۱۷۳۴–۱۸۲۶)اسقف دورام فرستاده شد. استفنز در سال ۱۸۰۷ او را ترک کردو به عنوان یک کارمند در ادارهٔ نیروی دریایی خانه سامرست مشغول کار شد، و به لطف عموی خود، دریاسالار استفنز، از سال ۱۸۰۷ تا ۱۸۴۵ در آنجا کار کرد.